# Бенкендорф, Егор Андреевич
Его́р Андре́евич Бенкендо́рф — украинский кинорежиссёр, сценарист, продюсер. Глава правления телеканала «Интер» с 2013 по 2016 год, гендиректор телеканала «112 Украина».

## Биография
Родился 14 февраля 1974 года в Киеве; окончил Киевский государственный институт культуры (режиссёр театрального коллектива) и курсы операторского мастерства (оператор).
С 1997 года — на телеканале «Интер». Начинал с должности администратора. Теперь — продюсер телеканала, директор компании «Inter Media Production» (входит в группу компаний «Интер» и создаёт для канала телесериалы и художественные фильмы), продюсер студии документальных фильмов «07 Продакшн», заместитель директора студии «Пират Продакшн».
В портфолио Егора такие телевизионные проекты как: «Объегорки», «На линии огня», «Народная платформа», «Шейканём», «Шанс Model.ua», «Игры патриотов (Украина)», «Стань Мисс Вселенная». Документальные фильмы: «11 сентября», «Приключение украинских денег», «8 дней одного года», «Великие Украинцы» (укр.), «Схождение благодатного огня», «Свобода Савика Шустера», «Венский бал», «Свобода на Интере» (укр.), «Большая Политика с Евгением Киселёвым» (укр.).
В кино пришёл в 2007 году и сразу же начал активно снимать.
С 2010 по 2013 год был генеральным директором Первого национального телеканала (Украина).
12 октября 2012 года — вошёл в состав Президиума совета Федерации работодателей медийной отрасли Украины — Всеукраинского объединения организаций работодателей «Федерация работодателей в сфере Телерадио-, издательской, рекламной и информационной сфере».
14 февраля 2013 года собрание акционеров телеканала «Интер» утвердило Егора Бенкендорфа главой правления Интера.
10 ноября 2016 года Егор Бенкендорф вступил в должность генерального директора телеканала «112 Украина».
1 ноября 2018 года были введены российские санкции против 322 граждан Украины, включая Егора Бенкендорфа, однако 16 декабря 2019 года он был исключён из санкционного списка.

### Семья
Отец — Андрей Бенкендорф — кинорежиссёр, продюсер ТРК «Киев» (2008—2009). Мать — режиссёр Полина Ридная. Сестра — режиссёр Анна Бенкендорф, ныне покойная. Супруга — телеведущая Юлия Бенкендорф (Стахорская). У Егора и Юлии Бенкендорф две дочери.

## Фильмография

### Кино
- 2006 — Старики-полковники
- 2007 — Отчим
- 2007 — Ёлка, кролик, попугай
- 2007 — 7 дней до свадьбы
- 2007 — Исповедь Дон Жуана
- 2008 — Сказка о женщине и мужчине
- 2008 — Хочу ребёнка
- 2009 — Чёрта с два
- 2009 — Случайная запись
- 2009 — Это я
- 2009 — Дот

### Телевидение
- Объегорки — автор, ведущий, продюсер
- Третий лишний
- Стань Мисс Вселенная
- Документальные фильмы: «11 сентября»
- «Украинский герой»
- «Приключение украинских денег»
- «8 дней одного года»
- 1999 — «Народная платформа»
- 2000 — «На линии огня»
- 2002 — «Шиканем» — автор и продюсер
- 2005—2006 — «Игры патриотов» — автор, участник и продюсер
- 2003—2009 — «Схождение благодатного огня»
- 2006—2007 — «Свобода Савика Шустера»
- 2007—2009 — «Свобода на Интере»
- 2009—2010 — «Большая политика с Евгением Киселёвым[укр.]»

## Призы и награды
- Лауреат премии Ивана Франко в области информационной деятельности
- Золотое перо — самая высокая награда в области жюри за Игры патриотов (2007 год)
- Заслуженный работник культуры Украины
- Орден «За заслуги» (Украина) III степени (2012 год)[7]